# Бочейно
Бочейно — деревня в Череповецком районе Вологодской области.
Входит в состав Коротовского сельского поселения, с точки зрения административно-территориального деления — в Коротовский сельсовет.
Расстояние до районного центра Череповца по автодороге — 61 км, до центра муниципального образования Коротово по прямой — 10 км. Ближайшие населённые пункты — Песье, Спирово, Горка.
По переписи 2002 года население — 6 человек.